# Memcached
Memcached — программное обеспечение, реализующее сервис кэширования данных в оперативной памяти на основе хеш-таблицы.
С помощью клиентской библиотеки (для C/C++, Ruby, Perl, PHP, Python, Java, .Net и др.) позволяет кэшировать данные в оперативной памяти множества доступных серверов. Распределение реализуется путём сегментирования данных по значению хеша ключа по аналогии с сокетами хеш-таблицы. Клиентская библиотека, используя ключ данных, вычисляет хеш и использует его для выбора соответствующего сервера. Ситуация сбоя сервера трактуется как промах кэша, что позволяет повышать отказоустойчивость комплекса за счёт наращивания количества memcached-серверов и возможности производить их горячую замену.
В API memcached есть только базовые функции: выбор сервера, установка и разрыв соединения, добавление, удаление, обновление и получение объекта, а также Compare-and-swap. Для каждого объекта устанавливается время жизни, от 1 секунды до бесконечности. При исчерпании памяти более старые объекты автоматически удаляются. Для PHP также есть уже готовые библиотеки PECL для работы с memcached, которые дают дополнительную функциональность.
По умолчанию memcached использует порт 11211.

## Пример кода
Обратите внимание, что все функции, описанные в этом разделе, написаны на псевдокоде. Синтаксис вызова Memcached может отличаться в зависимости от используемого языка программирования и используемого API.
Запрос к базе данных (без использования memcached) может выглядеть как в следующем примере:
```
 
function
 
get_foo
(
int
 
userid
)
 
{

    
result
 
=
 
db_select
(
"SELECT * FROM users WHERE userid = ?"
,
 
userid
);

    
return
 
result
;

 
}

```

После введения использования memcached этот же вызов может выглядеть следующим образом (здесь и далее используется псевдокод, синтаксис вызова memcached может отличаться):
```
 
function
 
get_foo
(
int
 
userid
)
 
{

     
/* вначале проверить кэш */

     
data
 
=
 
memcached_fetch
(
"userrow:"
 
+
 
userid
);

     
if
 
(
!
data
)
 
{

         
/* не найдено: запросить БД */

         
data
 
=
 
db_select
(
"SELECT * FROM users WHERE userid = ?"
,
 
userid
);

         
/* сохранить в кэше для будущих запросов */

         
memcached_add
(
"userrow:"
 
+
 
userid
,
  
data
);

     
}

     
return
 
data
;

 
}

```

Сервер вначале проверит, хранит ли Memcached значение с уникальным ключом «userrow: userid», где userid является некоторым числом. Если кэш не содержит такие данные, сервер сделает запрос к БД, как обычно, и установит уникальный ключ, используя вызов к memcached API.
Однако, если использовать только этот вызов к API, сервер может вернуть некорректные данные после любого обновления БД: Memcached будет хранить и возвращать устаревшие данные. Поэтому, в дополнение к вызову на занесение данных в кэш, также необходимо и обновление:
```
 
function
 
update_foo
(
int
 
userid
,
 
string
 
dbUpdateString
)
 
{

     
/* вначале обновить БД */

     
result
 
=
 
db_execute
(
dbUpdateString
);

     
if
 
(
result
)
 
{

         
/* обновление БД состоялось: подготовить данные для занесения в кэш*/

         
data
 
=
 
db_select
(
"SELECT * FROM users WHERE userid = ?"
,
 
userid
);

         
/* последняя строка также могла выглядеть наподобие   data = createDataFromDBString(dbUpdateString);   */

         
/* занести обновленные данные в кэш */

         
memcached_set
(
"userrow:"
 
+
 
userid
,
 
data
);

     
}

 
}

```

Этот вызов обновит кэшированные данные, чтобы они соответствовали новым данным в базе данных, только если запрос на обновление базы закончится успехом. Другой подход может заключаться в том, чтобы очистить кэш по данному ключу с помощью функции Memcached, чтобы последующий вызов не нашел данные в кэше и запросил их в базе данных. Аналогичные действия нужны и в случае удаления данных из базы данных, чтобы кэш оставался корректным либо частично незаполненным.